# Максим из Авеи
Максим из Авеи (род. ок. 228, умер ок. 250) — священномученик, диакон из Авеи (нынешняя Фосса недалеко от Л'Аквилы, регион Абруццо, Италия). Дни памяти — 10 июня, 20 октября.

## Биография
Святой Максим родился в Авее в семье благочестивых христиан, где получил христианское воспитание.
Он стал диаконом в Авее. Во времена гонений при императоре Декие был схвачен. Местный префект подверг его пыткам, при которых святой не отрёкся от христовой веры. За отречение префект посулил ему в жёны свою дочь Цезарию, но получил отказ. Тогда он был сброшен со скалы, именуемой Circolo e Torre del Tempio, отчего и умер. Считается, что это произошло между октябрём 249 и ноябрём 251 года.
Почитание мощей святого привело к появлению в Авее епископской кафедры. После разрушения Авеи лангобардами в VI веке мощи св. Максима были перенесены в Форкону. 10 июня 956 года туда для поклонения мощам святого прибыли германский император Оттон I и папа Римский Иоанн XII. С тех пор 10 июня считается днём его поминовения.
К 1256 году по указанию Фридриха II незадолго до того разрушенная Л'Аквила была отстроена, и туда перенесли св. мощи Максима, поместив их в соборе, освящённом в честь свв. Максима и Георгия. Туда же была перенесена епископская кафедра.
Святой Максим почитается святым покровителем Л'Аквилы и местной архиепархии; его почитают вместе со св. Эквицием, а также Целестином V и Бернардином Сиенским. Святой Максим также считается св. покровителем Пенне.
По данным Итальянской конференции епископов (2006), св. Максим входит в сотню наиболее почитаемых святых Италии. Его также именуют св. Максимом из Аквилы.